# Karabunar
Karabunar (bulgariska: Карабунар) är ett distrikt i Bulgarien.   Det ligger i kommunen Obsjtina Septemvri och regionen Pazardzjik, i den centrala delen av landet, 80 km sydost om huvudstaden Sofia.
Trakten runt Karabunar består till största delen av jordbruksmark. Runt Karabunar är det ganska tätbefolkat, med 192 invånare per kvadratkilometer.